# Giải vô địch bóng đá U-20 Bắc, Trung Mỹ và Caribe
Giải vô địch bóng đá U-20 Bắc, Trung Mỹ và Caribe là giải đấu bóng đá lâu đời thứ hai ở khu vực Bắc Mỹ, Trung Mỹ và Caribe, và cũng là giải đấu vòng loại cho Giải vô địch bóng đá U-20 thế giới. Thể thức của giải đấu đã trải qua những thay đổi qua nhiều năm. Vòng chung kết hiện được tổ chức với vòng đầu tiên gồm bảng đấu theo thể thức vòng tròn một lượt, trong đó hai đội đầu mỗi bảng tiến đến vòng đấu loại duy nhất.

## Kết quả
| Giải bóng đá trẻ Bắc, Trung Mỹ và Caribe | Giải bóng đá trẻ Bắc, Trung Mỹ và Caribe | Giải bóng đá trẻ Bắc, Trung Mỹ và Caribe | Giải bóng đá trẻ Bắc, Trung Mỹ và Caribe | Giải bóng đá trẻ Bắc, Trung Mỹ và Caribe | Giải bóng đá trẻ Bắc, Trung Mỹ và Caribe |
| Năm | Chủ nhà                                  | Vô địch                                  | Á quân                                   | Hạng 3                                   | Hạng 4                                   |
| --- | ---------------------------------------- | ---------------------------------------- | ---------------------------------------- | ---------------------------------------- | ---------------------------------------- |
| 1962 | Panama                                   | México                                   | Guatemala                                | Antille thuộc Hà Lan                     | Costa Rica                               |
| 1964 | Guatemala                                | El Salvador                              | Honduras                                 | Guatemala                                | Antille thuộc Hà Lan                     |
| 1970 | Cuba                                     | México                                   | Cuba                                     | Jamaica                                  | El Salvador                              |
| 1973 | México                                   | México                                   | Guatemala                                | Cuba                                     | Canada                                   |
| 1974 | Canada                                   | México                                   | Cuba                                     | Trinidad và Tobago                       |                                          |
| 1976 | Puerto Rico                              | México                                   | Honduras                                 | Hoa Kỳ                                   | Guatemala                                |
| 1978 | Honduras                                 | México                                   | Canada                                   | Honduras                                 | Costa Rica                               |
| 1980 | Hoa Kỳ                                   | México                                   | Hoa Kỳ                                   |                                          |                                          |
| 1982 | Guatemala                                | Honduras                                 | Hoa Kỳ                                   | Costa Rica                               | Guatemala                                |
| 1984 | Trinidad và Tobago                       | México                                   | Canada                                   | El Salvador                              | Hoa Kỳ                                   |
| 1986 | Trinidad và Tobago                       | Canada                                   | Hoa Kỳ                                   | Trinidad và Tobago                       | Cuba                                     |
| 1988 | Guatemala                                | Costa Rica                               | México                                   | Hoa Kỳ                                   | Cuba                                     |
| 1990 | Guatemala                                | México                                   | Trinidad và Tobago                       | Hoa Kỳ                                   | Guatemala                                |
| 1992 | Canada                                   | México                                   | Hoa Kỳ                                   | Canada                                   | Honduras                                 |
| 1994 | Honduras                                 | Honduras                                 | Costa Rica                               | Canada                                   | El Salvador                              |
| 1996 | México                                   | Canada                                   | México                                   | Hoa Kỳ                                   | Costa Rica                               |
| Vòng loại Giải vô địch bóng đá U-20 thế giới |                                          |                                          |                                          |                                          |                                          |
| Thể thức của giải đấu thay đổi từ giải đấu năm 1998 và kết thúc với giải năm 2007. Trong 5 giải đấu trong suốt thời gian đó, 8 đội hàng đầu trong khu vực được chia thành hai bảng gồm bốn đội do một quốc gia tổ chức mỗi bảng, và hai đội dứng đầu của mỗi bảng đủ điều kiện tham gia Giải vô địch bóng đá U-20 thế giới. Không có vòng chung kết của khu vực Bắc, Trung Mỹ và Caribe. Giải đấu này chỉ đóng vai trò xác định bốn đội của khu vực Bắc, Trung Mỹ và Caribe dự giải U-20 thế giới. |                                          |                                          |                                          |                                          |                                          |
| Năm | Chủ nhà                                  | Vô địch                                  | Vô địch                                  | Á quân                                   | Á quân                                   |
| 1998 | Guatemala (Bảng A)                       | Hoa Kỳ                                   | Hoa Kỳ                                   | Costa Rica                               | Costa Rica                               |
| 1998 | Trinidad (Bảng B)                        | México                                   | México                                   | Honduras                                 | Honduras                                 |
| 2001 | Canada (Bảng A)                          | Costa Rica                               | Costa Rica                               | Hoa Kỳ                                   | Hoa Kỳ                                   |
| 2001 | Trinidad (Bảng B)                        | Canada                                   | Canada                                   | Jamaica                                  | Jamaica                                  |
| 2003 | Panama (Bảng A)                          | Panamá                                   | Panamá                                   | México                                   | México                                   |
| 2003 | Hoa Kỳ (Bảng B)                          | Canada                                   | Canada                                   | Hoa Kỳ                                   | Hoa Kỳ                                   |
| 2005 | Honduras (Bảng A)                        | Hoa Kỳ                                   | Hoa Kỳ                                   | Panamá                                   | Panamá                                   |
| 2005 | Hoa Kỳ (Bảng B)                          | Canada                                   | Canada                                   | Honduras                                 | Honduras                                 |
| 2007 | Panama (Bẳng A)                          | Hoa Kỳ                                   | Hoa Kỳ                                   | Panamá                                   | Panamá                                   |
| 2007 | México (Bảng B)                          | México                                   | México                                   | Costa Rica                               | Costa Rica                               |
| Giải vô địch bóng đá U-20 Bắc, Trung Mỹ và Caribe |                                          |                                          |                                          |                                          |                                          |
| Kể từ Giải vô địch bóng đá U-20 thế giới 2009, khu vực Bắc, Trung Mỹ và Caribe trở lại với thể thức giải vô địch như cũ, trong đó tất cả bốn đội đủ điều kiện tham gia Giải vô địch bóng đá U-20 thế giới. Việc khôi phục lại thể thức cũ nhằm mục đích tăng sự cạnh tranh |                                          |                                          |                                          |                                          |                                          |
| Năm | Chủ nhà                                  | Vô địch                                  | Á quân                                   | Hạng ba                                  | Hạng tư                                  |
| 2009 | Trinidad và Tobago                       | Costa Rica                               | Hoa Kỳ                                   | Honduras                                 | Trinidad và Tobago                       |
| 2011 | Guatemala                                | México                                   | Costa Rica                               | Guatemala                                | Panamá                                   |
| 2013 | México                                   | México                                   | Hoa Kỳ                                   | El Salvador                              | Cuba                                     |
| Giải thay đổi thể thức vào năm 2015. Hai đội đầu bảng vào chung kết và có vé dự Cúp Thế giới, các đội thứ hai và thứ ba của hai bảng sẽ thi đấu vòng play-off để xác định đội dự Cúp Thế giới. |                                          |                                          |                                          |                                          |                                          |
| Năm | Chủ nhà                                  | Vô địch                                  | Á quân                                   | Thắng Play-off                           | Thắng Play-off                           |
| 2015 | Jamaica                                  | México                                   | Panamá                                   | Hoa Kỳ                                   | Honduras                                 |
| Giải thay đổi thể thức một lần nữa vào năm 2017. Giải có thêm giai đoạn hai trong đó các đội nhất và nhì bảng giành vé dự Cúp U-20 Thế giới còn hai đội đầu bảng lọt vào trận chung kết. |                                          |                                          |                                          |                                          |                                          |
| Năm | Chủ nhà                                  | Vô địch                                  | Á quân                                   | Nhì vòng bảng                            | Nhì vòng bảng                            |
| 2017 | Costa Rica                               | Hoa Kỳ                                   | Honduras                                 | México                                   | Costa Rica                               |
| 2018 | Hoa Kỳ                                   | Hoa Kỳ                                   | México                                   | Honduras                                 | Panamá                                   |
| 2020 | Honduras                                 | Bị hủy do đại dịch COVID-19              | Bị hủy do đại dịch COVID-19              | Bị hủy do đại dịch COVID-19              | Bị hủy do đại dịch COVID-19              |
| 2022 | Honduras                                 | Hoa Kỳ                                   | Cộng hòa Dominica                        | Guatemala                                | Honduras                                 |
| 2024 | Mexico                                   | México                                   | Hoa Kỳ                                   | Cuba                                     | Panamá                                   |

## Vô địch theo quốc gia
| Đội                | Danh hiệu                                                                               | Á quân                                       |
| ------------------ | --------------------------------------------------------------------------------------- | -------------------------------------------- |
| México             | 14 (1962, 1970, 1973, 1974, 1976, 1978, 1980, 1984, 1990, 1992, 2011, 2013, 2015, 2024) | 3 (1988, 1996,2018)                          |
| Honduras           | 2 (1982, 1994)                                                                          | 3 (1964, 1976, 2017)                         |
| Canada             | 2 (1986, 1996)                                                                          | 2 (1978, 1984)                               |
| Costa Rica         | 2 (1988, 2009)                                                                          | 2 (1994, 2011)                               |
| Hoa Kỳ             | 3 (2017, 2018, 2024)                                                                    | 7 (1980, 1982, 1986, 1992, 2009, 2013, 2024) |
| El Salvador        | 1 (1964)                                                                                |                                              |
| Guatemala          |                                                                                         | 2 (1962, 1973)                               |
| Cuba               |                                                                                         | 2 (1970, 1974)                               |
| Cộng hòa Dominica  |                                                                                         | 1 (2022)                                     |
| Panamá             |                                                                                         | 1 (2015)                                     |
| Trinidad và Tobago |                                                                                         | 1 (1990)                                     |

Ghi chú: Không có danh hiệu hoặc Á quân giữa năm 1998 và 2007.

## Số lần vượt qua vòng loại
Số lần vượt qua vòng loại Giải vô địch bóng đá U-20 thế giới theo quốc gia.
| Quốc gia           | Số | Năm vượt qua vòng loại                                                                         |
| ------------------ | -- | ---------------------------------------------------------------------------------------------- |
| Hoa Kỳ             | 16 | 1981, 1983, 1987, 1989, 1993, 1997, 1999, 2001, 2003, 2005, 2007, 2009, 2013, 2015, 2017, 2019 |
| México             | 16 | 1977, 1979, 1981, 1983, 1985, 1991, 1993, 1997, 1999, 2003, 2007, 2011, 2013, 2015, 2017, 2019 |
| Costa Rica         | 9  | 1989, 1995, 1997, 1999, 2001, 2007, 2009, 2011, 2017                                           |
| Canada             | 8  | 1979, 1985, 1987, 1997, 2001, 2003, 2005, 2007                                                 |
| Honduras           | 8  | 1977, 1995, 1999, 2005, 2009, 2015, 2017, 2019                                                 |
| Panamá             | 6  | 2003, 2005, 2007, 2011, 2015, 2019                                                             |
| Trinidad và Tobago | 2  | 1991, 2009                                                                                     |
| Jamaica            | 1  | 2001                                                                                           |
| Guatemala          | 1  | 2011                                                                                           |
| El Salvador        | 1  | 2013                                                                                           |
| Cuba               | 1  | 2013                                                                                           |

## Các quốc gia đang tham dự
Legend
- 1st – Vô địch
- 2nd – Á quân
- 3rd – Hạng ba
- 4th – Hạng tư
- SF – Bán kết
- 5th – Hạng năm
- QF – Tứ kết
- GS – Vòng bảng
- R1 – Vòng 1 (vòng 1 vòng bảng)
- R2 – Vòng 2 (vòng 2 vòng bảng)
- FS – Vòng cuối (Vòng bảng)
- q – Vượt qua vòng loại cho giải đấu sắp tới
- — Chủ nhà
- •  – Không vượt qua vòng loại
- ×  – Không tham dự
- ×  – Rút lui / Bị cấm / Không được công nhận gia nhập bởi FIFA
- — Bị loại
- — Quốc gia không tồn tại hoặc đội tuyển quốc gia đã không hoạt động
- — Không liên kết với CONCACAF

| Đội tuyển                                       | 1962 (9)                                     | 1964 (9)                                     | 1970 (5)                                     | 1973 (6)                                     | 1974 (12)                                    | 1976 (15)                                    | 1978 (13)                                    | 1980 (18)                                    | 1982 (12)                                    | 1984 (16)                                    | 1986 (12)                                    | 1988 (10)                                    | 1990 (12)                                    | 1992 (11)                                    | 1994 (12)                                    | 1996 (12)                                    | 1998 (8)                                     | 2001 (8)                                     | 2003 (8)                                     | 2005 (8)                                     | 2007 (8)                                     | 2009 (8)                                     | 2011 (12)                                    | 2013 (12)                                    | 2015 (12)                                    | 2017 (12)                                    | 2018 (34)                                    | 2020 (20)                                    | 2022 (20)                                    | 2024 (12)                                    | Tổng cộng                                    |
| North American Football Union (NAFU) members    | North American Football Union (NAFU) members | North American Football Union (NAFU) members | North American Football Union (NAFU) members | North American Football Union (NAFU) members | North American Football Union (NAFU) members | North American Football Union (NAFU) members | North American Football Union (NAFU) members | North American Football Union (NAFU) members | North American Football Union (NAFU) members | North American Football Union (NAFU) members | North American Football Union (NAFU) members | North American Football Union (NAFU) members | North American Football Union (NAFU) members | North American Football Union (NAFU) members | North American Football Union (NAFU) members | North American Football Union (NAFU) members | North American Football Union (NAFU) members | North American Football Union (NAFU) members | North American Football Union (NAFU) members | North American Football Union (NAFU) members | North American Football Union (NAFU) members | North American Football Union (NAFU) members | North American Football Union (NAFU) members | North American Football Union (NAFU) members | North American Football Union (NAFU) members | North American Football Union (NAFU) members | North American Football Union (NAFU) members | North American Football Union (NAFU) members | North American Football Union (NAFU) members | North American Football Union (NAFU) members | North American Football Union (NAFU) members |
| ----------------------------------------------- | -------------------------------------------- | -------------------------------------------- | -------------------------------------------- | -------------------------------------------- | -------------------------------------------- | -------------------------------------------- | -------------------------------------------- | -------------------------------------------- | -------------------------------------------- | -------------------------------------------- | -------------------------------------------- | -------------------------------------------- | -------------------------------------------- | -------------------------------------------- | -------------------------------------------- | -------------------------------------------- | -------------------------------------------- | -------------------------------------------- | -------------------------------------------- | -------------------------------------------- | -------------------------------------------- | -------------------------------------------- | -------------------------------------------- | -------------------------------------------- | -------------------------------------------- | -------------------------------------------- | -------------------------------------------- | -------------------------------------------- | -------------------------------------------- | -------------------------------------------- | -------------------------------------------- |
| Canada                                          | ×                                            | ×                                            | ×                                            | 4th                                          | QF                                           | R2                                           | 2nd                                          | SF                                           | R2                                           | 2nd                                          | 1st                                          | GS                                           | GS                                           | 3rd                                          | 3rd                                          | 1st                                          | FS                                           | Top4                                         | Top4                                         | Top4                                         | ×                                            | GS                                           | QF                                           | QF                                           | GS                                           | R1                                           | GS                                           | Q                                            | R16                                          | QF                                           | 25+1                                         |
| México                                          | 1st                                          | GS                                           | 1st                                          | 1st                                          | 1st                                          | 1st                                          | 1st                                          | 1st                                          | ×                                            | 1st                                          | GS                                           | 2nd                                          | 1st                                          | 1st                                          | GS                                           | 2nd                                          | Top4                                         | FS                                           | Top4                                         | FS                                           | Top4                                         | GS                                           | 1st                                          | 1st                                          | 1st                                          | SF                                           | 2nd                                          | Q                                            | QF                                           | 1st                                          | 28+1                                         |
| Hoa Kỳ                                          | ×                                            | GS                                           | ×                                            | ×                                            | QF                                           | 3rd                                          | R2                                           | 2nd                                          | 2nd                                          | 4th                                          | 2nd                                          | 2nd                                          | 3rd                                          | 2nd                                          | GS                                           | 3rd                                          | Top4                                         | Top4                                         | Top4                                         | Top4                                         | Top4                                         | 2nd                                          | QF                                           | 2nd                                          | SF                                           | 1st                                          | 1st                                          | Q                                            | 1st                                          | 2nd                                          | 26+1                                         |
| Central American Football Union (UNCAF) members |                                              |                                              |                                              |                                              |                                              |                                              |                                              |                                              |                                              |                                              |                                              |                                              |                                              |                                              |                                              |                                              |                                              |                                              |                                              |                                              |                                              |                                              |                                              |                                              |                                              |                                              |                                              |                                              |                                              |                                              |                                              |
| Belize                                          |                                              |                                              |                                              |                                              |                                              |                                              |                                              |                                              |                                              |                                              | •/×                                          | ×                                            | •                                            | ×                                            | GS                                           | •/×                                          | ×                                            | •                                            | ×                                            | ×                                            | •                                            | •                                            | •                                            | ×                                            | •                                            | ×                                            | GS                                           | •                                            | •                                            | •                                            | 2                                            |
| Costa Rica                                      | 4th                                          | ×                                            | ×                                            | ×                                            | GS                                           | ×                                            | 4th                                          | GS                                           | 3rd                                          | R2                                           | •/×                                          | 1st                                          | GS                                           | GS                                           | 2nd                                          | 4th                                          | Top4                                         | Top4                                         | •                                            | FS                                           | Top4                                         | 1st                                          | 2nd                                          | QF                                           | •                                            | SF                                           | QF                                           | Q                                            | QF                                           | QF                                           | 22+1                                         |
| El Salvador                                     | GS                                           | 1st                                          | 4th                                          | ×                                            | ×                                            | R1                                           | R2                                           | GS                                           | R2                                           | 3rd                                          | •/×                                          | •/×                                          | GS                                           | ×                                            | 4th                                          | R1                                           | •                                            | •                                            | FS                                           | •                                            | •                                            | GS                                           | •                                            | 3rd                                          | QF                                           | R2                                           | QF                                           | Q                                            | R16                                          | GS                                           | 19+1                                         |
| Guatemala                                       | 2nd                                          | 3rd                                          | ×                                            | 2nd                                          | GS                                           | 4th                                          | ×                                            | QF                                           | 4th                                          | R1                                           | •/×                                          | GS                                           | 4th                                          | ×                                            | GS                                           | R2                                           | FS                                           | FS                                           | FS                                           | •                                            | FS                                           | •                                            | 3rd                                          | •                                            | QF                                           | •                                            | GS                                           | Q                                            | SF                                           | QF                                           | 21+1                                         |
| Honduras                                        | GS                                           | 2nd                                          | ×                                            | ×                                            | ×                                            | 2nd                                          | 3rd                                          | SF                                           | 1st                                          | R2                                           | •/×                                          | •                                            | GS                                           | 4th                                          | 1st                                          | R1                                           | Top4                                         | FS                                           | •                                            | Top4                                         | •                                            | 3rd                                          | QF                                           | •                                            | SF                                           | 2nd                                          | SF                                           | Q                                            | SF                                           | QF                                           | 21+1                                         |
| Nicaragua                                       | GS                                           | GS                                           | ×                                            | GS                                           | GS                                           | R2                                           | ×                                            | ×                                            | R1                                           | ×                                            | •/×                                          | •/×                                          | •/×                                          | ×                                            | •                                            | R1                                           | ×                                            | •                                            | •                                            | •                                            | •                                            | •                                            | •                                            | GS                                           | •                                            | •                                            | GS                                           | Q                                            | R16                                          | •                                            | 10+1                                         |
| Panamá                                          | GS                                           | GS                                           | ×                                            | ×                                            | ×                                            | ×                                            | ×                                            | ×                                            | ×                                            | R1                                           | •/×                                          | •/×                                          | •/×                                          | ×                                            | •                                            | •/×                                          | •                                            | •                                            | Top4                                         | Top4                                         | Top4                                         | •                                            | 4th                                          | QF                                           | 2nd                                          | R2                                           | SF                                           | Q                                            | QF                                           | SF                                           | 13+1                                         |
| Caribbean Football Union (CFU) members          |                                              |                                              |                                              |                                              |                                              |                                              |                                              |                                              |                                              |                                              |                                              |                                              |                                              |                                              |                                              |                                              |                                              |                                              |                                              |                                              |                                              |                                              |                                              |                                              |                                              |                                              |                                              |                                              |                                              |                                              |                                              |
| Antigua và Barbuda                              | ?                                            | ?                                            | ?                                            | ×                                            | ×                                            | ×                                            | ×                                            | GS                                           | ×                                            | ×                                            | GS                                           | •/×                                          | •/×                                          | ×                                            | •                                            | •/×                                          | •                                            | •                                            | ×                                            | •                                            | •                                            | •                                            | •                                            | •                                            | •                                            | R1                                           | GS                                           | Q                                            | GS                                           | •                                            | 5+1                                          |
| Aruba                                           |                                              |                                              |                                              |                                              |                                              |                                              |                                              |                                              |                                              |                                              | •/×                                          | •/×                                          | •/×                                          | ×                                            | •                                            | •                                            | ×                                            | •                                            | •                                            | •                                            | •                                            | •                                            | •                                            | •                                            | GS                                           | ×                                            | GS                                           | Q                                            | GS                                           | •                                            | 3+1                                          |
| Barbados                                        |                                              |                                              | ×                                            | ×                                            | ×                                            | R1                                           | ×                                            | GS                                           | ×                                            | R1                                           | GS                                           | •/×                                          | GS                                           | •                                            | •                                            | •/×                                          | •                                            | •                                            | •                                            | •                                            | •                                            | ×                                            | ×                                            | •                                            | •                                            | ×                                            | GS                                           | Q                                            | •                                            | •                                            | 6+1                                          |
| Bermuda                                         |                                              |                                              | 5th                                          | ×                                            | QF                                           | R1                                           | R1                                           | QF                                           | R1                                           | R1                                           | GS                                           | GS                                           | GS                                           | GS                                           | ×                                            | •/×                                          | •                                            | ×                                            | ×                                            | •                                            | •                                            | •                                            | •                                            | •                                            | •                                            | R1                                           | GS                                           | •                                            | •                                            | •                                            | 13                                           |
| Quần đảo Cayman                                 |                                              |                                              |                                              |                                              |                                              |                                              |                                              |                                              |                                              |                                              |                                              |                                              | •/×                                          | •                                            | •                                            | •/×                                          | •                                            | •                                            | •                                            | ×                                            | •                                            | •                                            | ×                                            | ×                                            | •                                            | •                                            | GS                                           | •                                            | •                                            | •                                            | 1                                            |
| Cuba                                            | ×                                            | ×                                            | 2nd                                          | 3rd                                          | 2nd                                          | ×                                            | ×                                            | QF                                           | ×                                            | R1                                           | 4th                                          | 3rd                                          | •/×                                          | GS                                           | ×                                            | •/×                                          | ×                                            | •                                            | FS                                           | •                                            | •                                            | •                                            | QF                                           | 4th                                          | GS                                           | •                                            | GS                                           | Q                                            | R16                                          | SF                                           | 15+1                                         |
| Antille thuộc Hà Lan                            | 3rd                                          | 4th                                          | ×                                            | GS                                           | ×                                            | R1                                           | R1                                           | QF                                           | R1                                           | R1                                           | •                                            | GS                                           | •/×                                          | GS                                           | •                                            | R1                                           | •                                            | •                                            | •                                            | •                                            | •                                            | •                                            | •                                            |                                              |                                              |                                              |                                              |                                              |                                              |                                              | 11                                           |
| Curaçao                                         |                                              |                                              |                                              |                                              |                                              |                                              |                                              |                                              |                                              |                                              |                                              |                                              |                                              |                                              |                                              |                                              |                                              |                                              |                                              |                                              |                                              |                                              |                                              | GS                                           | •                                            | •                                            | GS                                           | •                                            | R16                                          | •                                            | 3 (14)                                       |
| Dominica                                        |                                              |                                              |                                              |                                              |                                              |                                              |                                              |                                              |                                              |                                              |                                              |                                              |                                              |                                              | ×                                            | •/×                                          | •                                            | •                                            | •                                            | •                                            | •                                            | •                                            | ×                                            | •                                            | •                                            | •                                            | GS                                           | •                                            | •                                            | •                                            | 1                                            |
| Cộng hòa Dominica                               |                                              | ×                                            | ×                                            | ×                                            | GS                                           | R2                                           | R1                                           | GS                                           | ×                                            | ×                                            | •/×                                          | •/×                                          | •/×                                          | •                                            | ×                                            | •                                            | ×                                            | •                                            | •                                            | •                                            | •                                            | •                                            | ×                                            | •                                            | •                                            | •                                            | GS                                           | Q                                            | 2nd                                          | GS                                           | 7+1                                          |
| Grenada                                         |                                              |                                              |                                              |                                              |                                              |                                              | R1                                           | GS                                           | ×                                            | ×                                            | •                                            | •/×                                          | GS                                           | ×                                            | •/×                                          | •/×                                          | •                                            | •                                            | •                                            | •                                            | •                                            | •                                            | •                                            | •                                            | •                                            | ×                                            | GS                                           | •                                            | •                                            | •                                            | 4                                            |
| Guadeloupe                                      | ?                                            | ?                                            | ?                                            | ?                                            | ?                                            | ?                                            | ?                                            | ?                                            | ?                                            | ?                                            | ?                                            | ?                                            | ?                                            | GS                                           | ×                                            | •/×                                          | ×                                            | ×                                            | ×                                            | ×                                            | ×                                            | ×                                            | GS                                           | ×                                            | •                                            | •                                            | GS                                           | Q                                            | ×                                            | ×                                            | 3+1                                          |
| Guyana                                          |                                              |                                              | ?                                            | ×                                            | ×                                            | ×                                            | ×                                            | ×                                            | ×                                            | R2                                           | •/×                                          | •/×                                          | •/×                                          | •                                            | GS                                           | •/×                                          | •                                            | ×                                            | •                                            | •                                            | •                                            | •                                            | •                                            | •                                            | ×                                            | ×                                            | GS                                           | •                                            | •                                            | •                                            | 3                                            |
| Haiti                                           | GS                                           | ×                                            | ×                                            | ×                                            | ×                                            | ×                                            | R2                                           | ×                                            | ×                                            | R1                                           | •/×                                          | •/×                                          | •/×                                          | •                                            | ×                                            | •/×                                          | ×                                            | •                                            | FS                                           | •                                            | FS                                           | •                                            | ×                                            | GS                                           | GS                                           | R1                                           | GS                                           | Q                                            | R16                                          | GS                                           | 11+1                                         |
| Jamaica                                         |                                              | GS                                           | 3rd                                          | ×                                            | GS                                           | R1                                           | ×                                            | GS                                           | R1                                           | ×                                            | GS                                           | GS                                           | •/×                                          | GS                                           | GS                                           | R2                                           | FS                                           | Top4                                         | •                                            | FS                                           | FS                                           | GS                                           | GS                                           | QF                                           | GS                                           | •                                            | GS                                           | Q                                            | QF                                           | GS                                           | 22+1                                         |
| Martinique                                      | ?                                            | ?                                            | ?                                            | ?                                            | ?                                            | ?                                            | ?                                            | ?                                            | ?                                            | ?                                            | ?                                            | ?                                            | ?                                            | ?                                            | GS                                           | R1                                           | ×                                            | ×                                            | ×                                            | ×                                            | ×                                            | ×                                            | ×                                            | ×                                            | •                                            | ×                                            | GS                                           | ×                                            | ×                                            | •                                            | 3                                            |
| Puerto Rico                                     |                                              | ×                                            | ×                                            | ×                                            | GS                                           | R1                                           | R1                                           | GS                                           | R1                                           | R1                                           | •/×                                          | •/×                                          | •/×                                          | •                                            | ×                                            | •/×                                          | •                                            | •                                            | •                                            | ×                                            | ×                                            | •                                            | ×                                            | GS                                           | ×                                            | •                                            | GS                                           | •                                            | R16                                          | •                                            | 9                                            |
| Saint Kitts và Nevis                            |                                              |                                              |                                              |                                              |                                              |                                              |                                              |                                              |                                              |                                              |                                              |                                              |                                              | •                                            | •                                            | •/×                                          | ×                                            | ×                                            | •                                            | •                                            | FS                                           | •                                            | •                                            | •                                            | •                                            | R1                                           | GS                                           | Q                                            | GS                                           | •                                            | 4+1                                          |
| Saint Lucia                                     |                                              |                                              |                                              |                                              |                                              |                                              |                                              |                                              |                                              |                                              |                                              | •/×                                          | •/×                                          | •                                            | •                                            | •/×                                          | ×                                            | ×                                            | •                                            | •                                            | •                                            | ×                                            | ×                                            | ×                                            | •                                            | •                                            | GS                                           | ×                                            | •                                            | ×                                            | 1                                            |
| Saint-Martin                                    |                                              |                                              |                                              |                                              |                                              |                                              |                                              |                                              |                                              |                                              |                                              |                                              |                                              |                                              |                                              |                                              |                                              |                                              |                                              | ×                                            | •                                            | •                                            | ×                                            | ×                                            | ×                                            | ×                                            | GS                                           | •                                            | •                                            | •                                            | 1                                            |
| Saint Vincent và Grenadines                     |                                              |                                              |                                              |                                              |                                              |                                              |                                              |                                              |                                              |                                              | •/×                                          | •/×                                          | •/×                                          | ×                                            | ×                                            | •/×                                          | •                                            | •                                            | ×                                            | •                                            | •                                            | •                                            | •                                            | •                                            | •                                            | ×                                            | GS                                           | •                                            | •                                            | •                                            | 1                                            |
| Sint Maarten                                    |                                              |                                              |                                              |                                              |                                              |                                              |                                              |                                              |                                              |                                              |                                              |                                              |                                              |                                              |                                              |                                              |                                              |                                              |                                              |                                              |                                              |                                              |                                              | ×                                            | ×                                            | •                                            | GS                                           | ×                                            | •                                            | ×                                            | 1                                            |
| Suriname                                        | ×                                            | ×                                            | ×                                            | ×                                            | ×                                            | R1                                           | ×                                            | GS                                           | ×                                            | ×                                            | GS                                           | •/×                                          | GS                                           | •                                            | ×                                            | •/×                                          | ×                                            | •                                            | •                                            | •                                            | •                                            | •                                            | GS                                           | •                                            | •                                            | ×                                            | GS                                           | Q                                            | GS                                           | •                                            | 7+1                                          |
| Trinidad và Tobago                              |                                              | ×                                            | ×                                            | ×                                            | 3rd                                          | R2                                           | R2                                           | GS                                           | R1                                           | R2                                           | 3rd                                          | GS                                           | 2nd                                          | GS                                           | GS                                           | R1                                           | FS                                           | FS                                           | •                                            | FS                                           | •                                            | 4th                                          | GS                                           | •                                            | GS                                           | R1                                           | GS                                           | Q                                            | R16                                          | •                                            | 21+1                                         |
| Quần đảo Virgin thuộc Mỹ                        |                                              |                                              |                                              |                                              |                                              |                                              |                                              |                                              |                                              |                                              |                                              | •/×                                          | •/×                                          | ×                                            | ×                                            | •/×                                          | ×                                            | ×                                            | •                                            | •                                            | •                                            | ×                                            | •                                            | ×                                            | ×                                            | ×                                            | GS                                           | •                                            | •                                            | ×                                            | 1                                            |

Các đội chưa từng tham dự vòng chung kết U-20 CONCACAF
 Anguilla,  Bahamas,  Belize,  Quần đảo Virgin thuộc Anh,  Quần đảo Cayman,  Dominica,  Montserrat,  Saint Lucia,  Saint Vincent và Grenadines,  Quần đảo Turks và Caicos,  Quần đảo Virgin thuộc Mỹ

## Thống kê
| Xếp hạng | Đội tuyển                   | TD | Trận | T  | H  | B  | BT  | BB  | HS  | Đ   |
| -------- | --------------------------- | -- | ---- | -- | -- | -- | --- | --- | --- | --- |
| 1        | México                      | 27 | 129  | 94 | 23 | 12 | 351 | 75  | 263 | 247 |
| 2        | Hoa Kỳ                      | 25 | 122  | 76 | 19 | 27 | 292 | 97  | 195 | 213 |
| 3        | Honduras                    | 20 | 95   | 61 | 14 | 20 | 199 | 89  | 110 | 160 |
| 4        | Costa Rica                  | 21 | 89   | 51 | 16 | 22 | 197 | 89  | 108 | 146 |
| 5        | Canada                      | 24 | 101  | 50 | 19 | 32 | 191 | 108 | 73  | 143 |
| 6        | Guatemala                   | 20 | 91   | 31 | 19 | 41 | 108 | 133 | −25 | 92  |
| 7        | El Salvador                 | 18 | 78   | 30 | 15 | 33 | 120 | 110 | 10  | 88  |
| 8        | Panamá                      | 12 | 43   | 25 | 8  | 10 | 75  | 45  | 30  | 80  |
| 9        | Trinidad và Tobago          | 21 | 83   | 24 | 22 | 37 | 109 | 150 | −41 | 78  |
| 10       | Cuba                        | 14 | 62   | 24 | 12 | 26 | 78  | 82  | −4  | 71  |
| 11       | Jamaica                     | 21 | 74   | 17 | 17 | 40 | 86  | 129 | −43 | 63  |
| 12       | Haiti                       | 10 | 32   | 9  | 7  | 16 | 48  | 59  | −11 | 32  |
| 13       | Antille thuộc Hà Lan        | 11 | 41   | 10 | 6  | 25 | 36  | 97  | −61 | 26  |
| 14       | Cộng hòa Dominica           | 6  | 23   | 8  | 0  | 15 | 41  | 81  | −40 | 22  |
| 15       | Bermuda                     | 13 | 39   | 8  | 5  | 26 | 46  | 91  | −45 | 21  |
| 16       | Suriname                    | 7  | 22   | 8  | 0  | 14 | 38  | 53  | −15 | 19  |
| 17       | Nicaragua                   | 10 | 32   | 4  | 6  | 22 | 18  | 101 | −83 | 16  |
| 18       | Puerto Rico                 | 9  | 22   | 4  | 0  | 18 | 21  | 100 | −79 | 11  |
| 19       | Antigua và Barbuda          | 5  | 16   | 3  | 2  | 11 | 17  | 42  | −25 | 10  |
| 20       | Guadeloupe                  | 3  | 9    | 3  | 0  | 6  | 12  | 20  | −8  | 9   |
| 21       | Guyana                      | 3  | 13   | 3  | 0  | 10 | 13  | 31  | −18 | 7   |
| 22       | Grenada                     | 4  | 13   | 2  | 1  | 10 | 12  | 46  | −34 | 7   |
| 23       | Curaçao                     | 3  | 7    | 2  | 0  | 5  | 11  | 9   | 2   | 6   |
| 24       | Dominica                    | 1  | 5    | 2  | 0  | 3  | 5   | 14  | −9  | 6   |
| 25       | Martinique                  | 3  | 11   | 2  | 0  | 9  | 10  | 29  | −19 | 6   |
| 26       | Aruba                       | 3  | 13   | 1  | 2  | 10 | 9   | 50  | −41 | 5   |
| 27       | Quần đảo Cayman             | 1  | 4    | 1  | 1  | 2  | 8   | 11  | −3  | 4   |
| 28       | Saint Kitts và Nevis        | 4  | 11   | 1  | 1  | 9  | 10  | 36  | −26 | 4   |
| 29       | Barbados                    | 6  | 20   | 1  | 2  | 17 | 15  | 54  | −39 | 4   |
| 30       | Saint Vincent và Grenadines | 1  | 5    | 1  | 0  | 4  | 8   | 15  | −7  | 3   |
| 31       | Belize                      | 2  | 8    | 1  | 0  | 7  | 8   | 36  | −28 | 3   |
| 32       | Saint Lucia                 | 1  | 4    | 0  | 1  | 3  | 0   | 10  | −10 | 1   |
| 33       | Saint-Martin                | 1  | 5    | 0  | 1  | 4  | 3   | 23  | −20 | 1   |
| 34       | Sint Maarten                | 1  | 5    | 0  | 0  | 5  | 4   | 41  | −37 | 1   |
| 35       | Quần đảo Virgin thuộc Mỹ    | 1  | 5    | 0  | 0  | 5  | 2   | 40  | −38 | 0   |

## Giải thưởng cá nhân
| Năm  | MVP               | Vua phá lưới                                          | Thủ môn xuất sắc nhất | Giải phong cách | Nguồn |
| ---- | ----------------- | ----------------------------------------------------- | --------------------- | --------------- | ----- |
| 2009 |                   | Randy Edwini-Bonsu Josué Martínez Roger Rojas (3 bàn) |                       |                 | [ 2 ] |
| 2011 |                   | Joel Campbell (6 bàn)                                 |                       |                 | [ 3 ] |
| 2013 | Antonio Briseño   | Amet Ramírez (4 bàn)                                  | Richard Sánchez       | El Salvador     | [ 4 ] |
| 2015 | Luís Pereira      | Hirving Lozano Romain Gall (5 bàn)                    | Jaime De Gracia       | Hoa Kỳ          | [ 5 ] |
| 2017 | Erik Palmer-Brown | Ronaldo Cisneros (6 bàn)                              | Jonathan Klinsmann    | México          | [ 6 ] |

## Top các cầu thủ ghi nhiều bàn nhất
| XH | Cầu thủ          | Quốc gia    | Năm       | Bàn thắng U-20 |
| -- | ---------------- | ----------- | --------- | -------------- |
| 1  | José Alvarado    | El Salvador | 1994      | 6              |
| 1  | Joel Campbell    | Costa Rica  | 2011      | 6              |
| 1  | Ronaldo Cisneros | Mexico      | 2017      | 6              |
| 4  | Jewison Bennet   | Costa Rica  | 1994      | 5              |
| 4  | Orvin Cabrera    | Honduras    | 1994      | 5              |
| 4  | Steve Green      | Jamaica     | 1994      | 5              |
| 4  | David Xausa      | Canada      | 1994      | 5              |
| 4  | Hirving Lozano   | Mexico      | 2015      | 5              |
| 4  | Romain Gall      | USA         | 2015      | 5              |
| 10 | Ryan Gyaki       | Canada      | 2005      | 4              |
| 10 | Freddy Adu       | USA         | 2005–2007 | 4              |
| 10 | Ulises Dávila    | Mexico      | 2011      | 4              |
| 10 | Cecilio Waterman | Panama      | 2011      | 4              |
| 10 | Amet Ramírez     | Panama      | 2013      | 4              |
| 10 | Jonel Désiré     | Haiti       | 2015      | 4              |
| 10 | Alberth Elis     | Honduras    | 2015      | 4              |
| 10 | Bryan Róchez     | Honduras    | 2015      | 4              |
| 10 | Alejandro Díaz   | Mexico      | 2015      | 4              |
| 10 | Ismael Díaz      | Panama      | 2015      | 4              |

## Huấn luyện viên vô địch theo năm
| Năm  | Tên                    |
| ---- | ---------------------- |
| 2009 | Rónald González Brenes |
| 2011 | Juan Carlos Chávez     |
| 2013 | Sergio Almaguer        |
| 2015 | Sergio Almaguer        |
| 2017 | Tab Ramos              |

## Thành tích tại giải U-20 thế giới
Chú thích
- 1st – Vô địch
- 2nd – Á quân
- 3rd – Hạng ba
- 4th – Hạng tư
- QF – Tứ kết
- R2 – Vòng 2
- R1 – Vòng 1
- – Chủ nhà
- q – Vượt qua vòng loại cho giải đấu sắp tới

| Đội tuyển          | 1977 | 1979 | 1981 | 1983 | 1985 | 1987 | 1989 | 1991 | 1993 | 1995 | 1997 | 1999 | 2001 | 2003 | 2005 | 2007 | 2009 | 2011 | 2013 | 2015 | 2017 | 2019 | 2023 | 2025 | Tổng cộng |
| ------------------ | ---- | ---- | ---- | ---- | ---- | ---- | ---- | ---- | ---- | ---- | ---- | ---- | ---- | ---- | ---- | ---- | ---- | ---- | ---- | ---- | ---- | ---- | ---- | ---- | --------- |
| Canada             |      | R1   |      |      | R1   | R1   |      |      |      |      | R2   |      | R1   | R1   | QF   | R1   |      |      |      |      |      |      |      |      | 8         |
| Costa Rica         |      |      |      |      |      |      | R1   |      |      | R1   | R1   | R2   | R2   |      |      | R1   | 4th  | R2   |      |      | R2   |      |      |      | 9         |
| Cuba               |      |      |      |      |      |      |      |      |      |      |      |      |      |      |      |      |      |      | R1   |      |      |      |      | Q    | 2         |
| Cộng hòa Dominica  |      |      |      |      |      |      |      |      |      |      |      |      |      |      |      |      |      |      |      |      |      |      | R1   |      | 1         |
| El Salvador        |      |      |      |      |      |      |      |      |      |      |      |      |      |      |      |      |      |      | R1   |      |      |      |      |      | 1         |
| Guatemala          |      |      |      |      |      |      |      |      |      |      |      |      |      |      |      |      |      | R2   |      |      |      |      | R1   |      | 2         |
| Honduras           | R1   |      |      |      |      |      |      |      |      | R1   |      | R1   |      |      | R1   |      | R1   |      |      | R1   | R1   | R1   | R1   |      | 9         |
| Jamaica            |      |      |      |      |      |      |      |      |      |      |      |      | R1   |      |      |      |      |      |      |      |      |      |      |      | 1         |
| México             | 2nd  | R1   | R1   | R1   | QF   |      |      | QF   | QF   |      | R2   | QF   |      | R1   |      | QF   |      | 3rd  | R2   | R2   | R1   | QF   |      | Q    | 17        |
| Panamá             |      |      |      |      |      |      |      |      |      |      |      |      |      | R1   | R1   | R1   |      | R1   |      | R1   |      | R2   |      | Q    | 7         |
| Trinidad và Tobago |      |      |      |      |      |      |      | R1   |      |      |      |      |      |      |      |      | R1   |      |      |      |      |      |      |      | 2         |
| Hoa Kỳ             |      |      | R1   | R1   |      | R1   | 4th  |      | QF   |      | R2   | R2   | R2   | QF   | R2   | QF   | R1   |      | QF   | QF   | QF   | QF   | QF   | Q    | 18        |